# Matka Boża

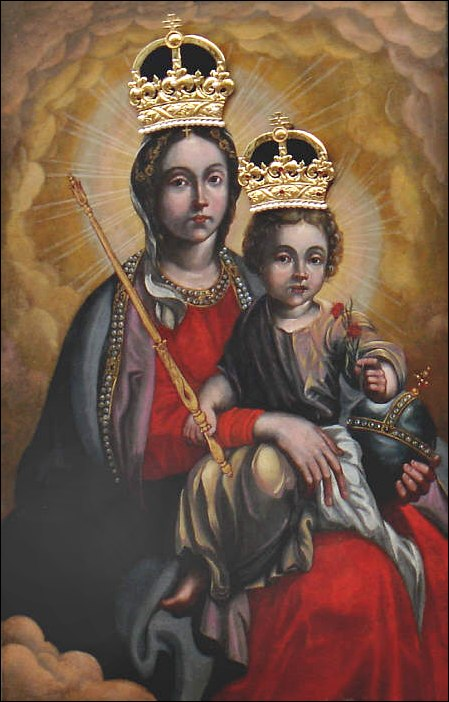
Matka Boża Trybunalska namalowana według kanonu wyznaczonego przez rzymską ikonę Maryi-Theotokos w bazylice Matki Bożej Większej po Soborze efeskim (431 r.)

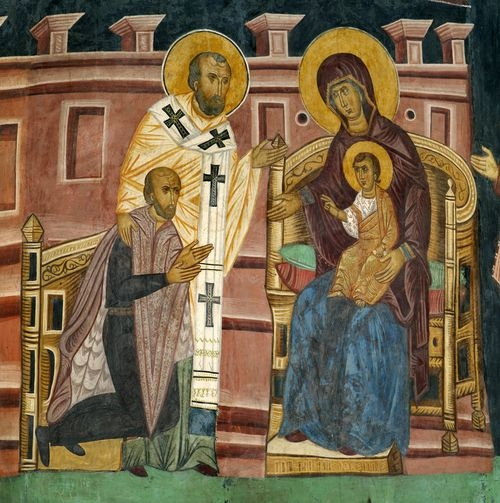
Władysław II Jagiełło klęczy przed Matką Bożą, fresk z Kaplicy Trójcy Świętej w Lublinie

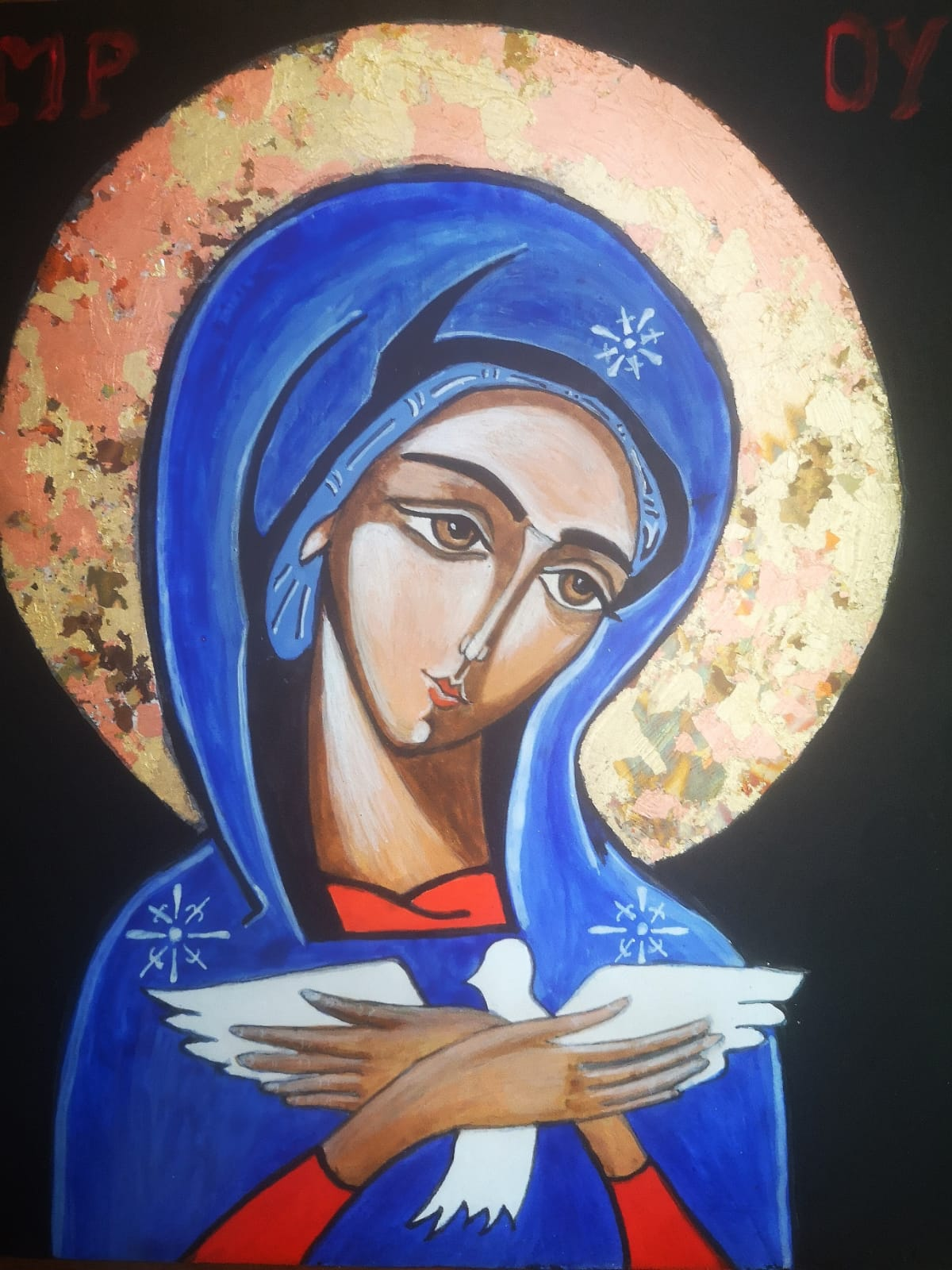
Matka Boska - Ikona

Matka Boża (skr. MB), Theotokos (gr. Θεοτόκος), pot. Matka Boska, Boża Rodzicielka, Bogurodzica a. Bogarodzica – jeden z dwóch (obok „Najświętsza Maryja Panna”) oficjalnych tytułów Marii z Nazaretu, matki Jezusa, używany m.in. w Kościele katolickim i Kościołach prawosławnych (cs. Bogorodica). W wersji współczesnej tytuł ten brzmiałby Matka Boga.

## Historia
Tytuł „Matki Bożej” ogłoszony został dogmatycznie na Soborze Efeskim (431). Było to orzeczenie rozstrzygające w sprawie sporu dotyczącego podwójnej (boskiej i ludzkiej) natury Chrystusa.
Dogmat ten sformułowano w czasie czwartej i piątej sesji soborowej, które miały miejsce w dn. 16-17 lipca 431 r. Sobór odczytał projekt listu do papieża, przygotowany przez Cyryla (zm. 444 r.). List został uroczyście zatwierdzony i wysłany do papieża, wysłano także list do cesarza.
W liście ułożonym przez Cyryla czytamy:

Natura (fyzis) Słowa nie doznała żadnej zmiany, stając się ciałem (por. J 1,14). Słowo zjednoczyło się na zasadzie hipostazy z ciałem, ożywianym przez duszę rozumną. Zostało nazwane Synem Bożym, nie ze względu na wolę lub upodobanie, lub przyjęcie prosopon. Różne natury spotkały się w jedności prawdziwej i z dwóch [jest] wyłącznie jeden Chrystus, jeden Syn. Różnica natur nie została usunięta przez zjednoczenie, lecz niewysłowione spotkanie boskości i człowieczeństwa urzeczywistnia dla nas jednego Chrystusa. Słowo osobiście narodziło się z Dziewicy, ponieważ przyswoiło sobie naturę własnego ciała. Cierpiała nie natura Słowa, lecz ponieważ Jego własne ciało cierpiało, można powiedzieć, że Słowo cierpiało i umarło za nas. Mówimy o jednym Chrystusie i Zbawicielu, nie dlatego, że uwielbiamy człowieka razem ze Słowem, lecz uwielbiamy wyłącznie jednego i tego samego Chrystusa. Odrzucenie zjednoczenia na zasadzie hipostazy, to powrót do mówienia o dwóch synach. Pismo Święte nie mówi, że połączyło się z prosopon (osobą) człowieka, lecz że stało się ciałem. Także Ojcowie nazywają Maryję, Bogarodzicą (Theotokos).

Tytuł ten daje prawo do nazywania Maryi Matką Boga (Theotokos) wbrew nestorianom, którzy uważali, że przysługuje jej tylko tytuł Matki Chrystusa (Christotokos), co argumentowali tym, iż Bóg nie może brać swojego początku z stworzenia, rodzaju ludzkiego, kobiety, która mogła urodzić co najwyżej człowieka, inkarnację boskości, ale nie samego Boga.

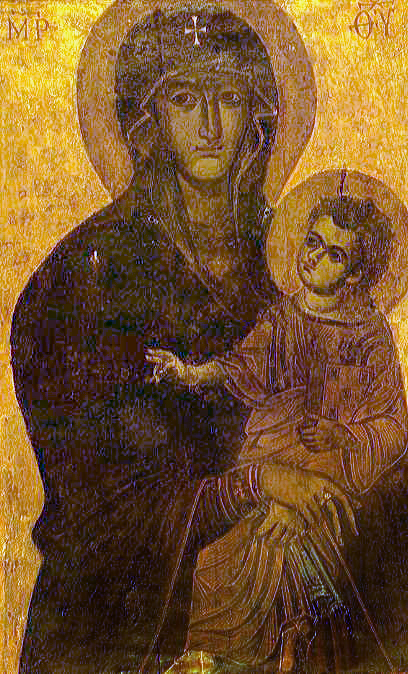
Ikona w rzymskiej bazylice Santa Maria Maggiore upamiętniająca orzeczenie Soboru efeskiego o Bożym macierzyństwie Marii. Dwa złączone palce Marii, a także samego małego Jezusa, są symbolem dwóch zjednoczonych w Nim natur, boskiej i ludzkiej.

Dla uczczenia orzeczenia Soboru efeskiego nt. Marii jako Bożej Rodzicielki, w Rzymie została zbudowana bazylika Matki Bożej Większej - Santa Maria Maggiore, będąca jedną z czterech bazylik papieskich. Umieszczono w niej ikonę Marii z dzieciątkiem Jezus, tzw. Matki Bożej Śnieżnej, która posłużyła za wzór wielu obrazom maryjnym w sanktuariach na całym świecie, np. Matki Bożej Podkamieńskiej, Latyczowskiej, Berdyczowskiej, Agłońskiej a także, choć ze zmianami MB Trybunalskiej i in.
Tomasz z Akwinu (1225–1274) wyjaśniając Boże macierzyństwo Marii, odwoływał się do pojęcia unii osobowej wypracowanego w trakcie dyskusji z nestorianizmem. Stwierdził, że matką jakiegokolwiek człowieka nazywa się ta kobieta, z której wziął on ciało. A ponieważ z Marii zostało wzięte ((łac.) assumitur) ciało, które jest ciałem Boga, jest ona słusznie nazywana Matką Bożą. Nie wszystko, co składa się na osobę Chrystusa, zostało wzięte z niej, lecz jedynie ciało. Dusza została dana przez Boga, a natura boska jest naturą Logosu – Syna odwiecznie rodzonego przez Ojca.

### Protestantyzm
Marcin Luter, a za nim dogmatyka luterańska, bez zastrzeżeń przyjęły tytuł Theotokos jako wyrażenie prawdy chrystologicznej. Tytuł ten uznawał również Huldrych Zwingli, można natomiast zauważyć dystans wobec niego u Jana Kalwina. Ostatecznie jednak również dogmatyka reformowana okresu protestanckiej ortodoksji poszła śladami Zwingliego i uznała tytuł Theotokos. W XX wieku zwolennikiem tytułu był m.in. Karl Barth. Jak oceniał Stanisław Celestyn Napiórkowski, według stanu na rok 1969 większość teologów protestanckich uznawała tytuł Theotokos. Do wyjątków należeli Teofil Grin (który później zmienił zdanie), Walter von Loewenich i Leroy Brownlow. Teologia protestancka interpretuje ten tytuł chrystologicznie i sprzeciwia się widzeniu w nim podstawy kultu maryjnego.

### Inne wyznania
Świadkowie Jehowy Marię uznają za matkę Syna Bożego  – Jezusa, a nie za „Matkę Boga”.

## Liturgia
Kościół katolicki obchodzi uroczystość Bożej Rodzicielki Maryi 1 stycznia.